# 岡城 (下野国)
岡城（おかじょう）は、栃木県矢板市大字片岡小字梶ヶ沢にあった日本の城。平安時代末期、または戦国時代の築城とされる。文禄4年（1595年）2月8日廃城。

## 沿革
平安時代の末、塩谷郡を支配した堀江氏（源姓塩谷氏）の重臣・岡四郎兼春により築城、あるいは戦国時代に塩谷安芸守による築城と伝わる。
低い独立丘に造られた城で、平城と山城の中間的な平山城である。東西約300メートル×南北約150メートルの規模を持ち、東を流れる内川と南を流れる江川を天然の要害として、空堀と土塁で固めた簡素な城で代々、塩谷氏の重臣・岡氏の居城として機能した。城は片岡地域の中心部より離れたところに築かれており、片岡の支配には不便な場所にあるが、これは片岡の一部が東大寺の領地であったためで、片岡が寺領として中立地帯にあったためである。
岡城は、主君塩谷氏の居城である川崎城の東南方向にあり、戦国時代においては、那須氏からの侵攻に備える城として位置づけられていたが、城の規模は大きくなく、長期の籠城に耐えられる構造でもなく、本城である川崎城と他の支城とを連絡し、また救援し、一時的に敵を食い止める程度の砦として機能していたと考えられている。そのためか、岡城が落城したか単に通過されたかは不明であるが、川崎城と岡城の中間にある木幡原や富田原などでの塩谷勢と那須勢の戦の記録が残っており、何度か岡城の防衛線は那須勢に突破されていた。
戦国末期の城主として岡民部兼貞（兼定）の名が残り、塩谷氏の重臣として活躍するが、文禄4年（1595年）2月8日に塩谷氏が改易されるとともに城は廃城となった。

## 岡城の現在
岡城の遺構は、一部は長い年月を経て開発などにより破壊されてしまっているが、主郭と周辺の遺構が良好な状態で残されている。また、東の空堀には、城主や川崎城への使者などが敵の目をかいくぐり城からすぐに脱出出来るように、城山の中を潜り抜ける地下道があったと伝わっているが、現在は、壊滅してしまったものか、発掘すれば出てくるものか分からず、伝承の真偽は不明である。

## 城の呼び名について
片岡は前岡地区と後岡地区に分かれており、城は後岡に属することから後岡城とも呼ばれることがあるが、正式には岡城である。
また、岡城のある山は、鳴神山（めいじんやま）、城山（どうやま）と呼ばれている。古い時代の古墳が作られた墓山、あるいは古墳の山そのものを権現山（仏式）や明神山（神式）と称することがあるが、鳴神山の名称については、岡城がある山やその周辺が古墳地帯であることから、明神山と名付けられたものが変化して名付けられたものと考えられている。城山については、当地が城跡であることから名付けられて孫字名にもなっているが、最近では「しろやま」と発音されることが多いが、「じょうやま」が訛った「どうやま」という呼び方が現地の方言として残っている。